# Big Rigs: Over the Road Racing
Big Rigs: Over the Road Racing é um jogo de corrida de 2003 desenvolvido pela Stellar Stone e publicado pela GameMill Publishing. O jogador controla um caminhão semireboque, dirigindo pelas rotas de transporte dos EUA, e compete com um oponente que, no entanto, não se move. A Stellar Stone, com sede na Califórnia, terceirizou o desenvolvimento do jogo para a Ucrânia, que acabou sendo lançado de forma inacabada em 20 de novembro de 2003. Devido a uma infinidade de bugs e falta de uma jogabilidade adequada, Big Rigs foi execrado pela crítica especializada, tornando-se o jogo com a pior classificação nos sites agregadores de notas Metacritic e GameRankings. É comumente citado como um dos piores jogos eletrônicos de todos os tempos. Ainda assim, o jogo acabou com o tempo atraindo um grupo de fãs.

## Jogabilidade
Big Rigs: Over the Road Racing é um jogo eletrônico de corrida. Embora a embalagem do jogo declare que o objetivo é entregar uma carga o mais rápido possível e não ser preso pela polícia, o jogo não conta com perseguições policiais. O jogador deve escolher entre quatro caminhões semi-reboque ("big rigs", na gíria em inglês) e cinco rotas de transporte, embora selecionar a quarta rota fará com que o jogo trave. Uma vez selecionado, o jogador dirige seu caminhão usando as teclas direcionais, passando por checkpoints pelo caminho. Se o jogador dirigir em ré, o caminhão irá acelerar indefinidamente, mas soltar a tecla associada irá pará-lo instantaneamente.
Não há limite de tempo para completar uma corrida e o oponente não se move. O caminhão do jogador consegue passar por dentro do caminhão oponente e de todos os outros objetos que estejam na rota, devido à falta de um sistema de detecção de colisão. Dirigir off-road não traz penalidade de tração, de modo que o jogador consegue andar na mesma velocidade dentro ou fora da pista. Do mesmo modo, subir e descer morros não afetam a velocidade do caminhão e é possível atravessar o vazio fora do mapa do jogo. A conclusão de uma corrida recompensa o jogador com um troféu com a frase gramaticalmente incorreta "You're winner !".

## Desenvolvimento e lançamento
O desenvolvimento de Big Rigs: Over the Road Racing foi encomendado pela Stellar Stone, uma empresa fundada no final de 2000 com sede em Santa Monica, Califórnia, que terceirizava o desenvolvimento de jogos para países do leste Europeu. Sergey Titov, o diretor executivo da TS Group Entertainment, licenciou seu motor de jogo Eternity para a Stellar Stone em troca de uma porcentagem da empresa. Segundo ele, Big Rigs foi desenvolvido por uma equipe da Ucrânia. Embora Titov seja creditado como produtor e co-programador do jogo, ele diz que não teve muita contribuição no desenvolvimento, nem lhe era possível interromper o lançamento do jogo naquele estado inacabado. Ele explicou que a publicadora, a GameMill Publishing, queria inicialmente lançar apenas um jogo de corrida, mas depois decidiram dividi-lo em dois (Big Rigs e Midnight Race Club); ele diz não saber o porquê da decisão, "talvez excesso de ganância". Por fim, lançaram Big Rigs mesmo ele estando apenas no estado pré-alfa de desenvolvimento.
O jogo foi lançado em 20 de novembro de 2003 para Windows e distribuído exclusivamente nas lojas Wal-Mart. Mais tarde, Titov se ofereceu para substituir o jogo por qualquer outro do catálogo da Activision Value, caso um comprador lhe enviasse a cópia do jogo, o recibo de venda e o cartão de registro, o que vinte pessoas fizeram.

## Recepção
Big Rigs: Over the Road Racing recebeu "antipatia esmagadora" ("overwhelming dislike"), de acordo com o agregador de críticas Metacritic. Com base em cinco críticas, o site calculou uma classificação média ponderada de 8/100, a mais baixa de todas já registradas. O jogo também se destacou como o pior jogo de todos os tempos no GameRankings. Big Rigs foi citado como um dos piores jogos de todos os tempos por diversas publicações, incluindo a GameSpot (2004), PC Gamer (2010 e 2019), Kotaku (2012 e 2015), Computer and Video Games (2013), Hardcore Gamer (2014), The Guardian (2015), e GamesRadar+ (2017).
No segmento "jogos que você nunca deve comprar" do X-Play de março de 2004, o co-apresentador Morgan Webb descreveu Big Rigs como "o pior jogo já feito" e se recusou a lhe dar uma nota, pois o sistema de classificação do programa não permitia a pontuação zero. Steve Haske, do GameZone, considerou-o em 2011 "o mais abismal" jogo de corrida de todos. O TecMundo descreve-o como "jogo bastante peculiar de corrida que desafia os limites da lógica", também concluindo que se trata de "um dos piores jogos de toda a história do videogame".
A GameSpot analisou o jogo em janeiro de 2004, numa crítica devastadora que acabou tornando-se famosa e posteriormente popularizou o jogo. O avaliador Alex Navarro criticou a grande quantidade de bugs (incluindo a ausência de detecção de colisão, movimento do adversário e a física do jogo), a falta de jogabilidade adequada e e o péssimo controle do caminhão. Além disso, ele rotulou o jogo como "facilmente um dos jogos de PC mais feios". Disse que era um jogo "descaradamente inacabado" e "quase completamente quebrado," declarando que Big Rigs era "tão ruim quanto sua mente permitiria compreender". Navarro atribui ao jogo uma nota de 1/10 (com a classificação "abismal"), a pontuação mais baixa no GameSpot até então. Mais tarde, ele comentou que o jogo só recebeu o 1/10 porque era a pontuação mais baixa possível no GameSpot, argumentando que o site deveria ter introduzido uma classificação de 0/10 especificamente para Big Rigs. O jogo permaneceu o único a receber essa classificação da GameSpot até Ride to Hell: Retribution, de 2013. Na premiação de final de ano de 2004 do site, Big Rigs foi nomeado para "Pior Jogo, sem concorrência" ("Flat-Out Worst Game") e os editores decidiram que, de agora em diante, usariam a animação do troféu do próprio jogo como representação para o prêmio.
Em 2014, Alex Carlson da Hardcore Gamer notou que, devido à falta de desafio, incentivo para se jogar ou capacidade de perder, Big Rigs não poderia nem mesmo tecnicamente ser descrito como um jogo. De acordo com Steven Strom da Ars Technica, "Big Rigs não é apenas uma falha de programação (graças aos inúmeros bugs e travamentos). É uma falha de criatividade." Garamoth do Hardcore Gaming 101 ficou divido entre considerar o jogo até engraçado de tão ruim ou apenas "vergonhosamente terrível".

## Legado
Jason Schreier, escrevendo para o Kotaku em 2012, opinou que o vídeo humorístico que acompanha a crítica de Big Rigs de Alex Navarro no Gamespot acabou "imortalizando" o jogo. Uma crítica satírica do canal Angry Video Game Nerd contribuiu significativamente para a popularidade posterior do jogo. Big Rigs acabou atraindo um grupo de fãs cult, que formaram um fansite dedicado ao jogo: yourewinner.com. David Houghton, da GamesRadar, atribuiu a inesperada fama do jogo a seus bugs, dizendo que, sem eles, Big Rigs seria um jogo de corrida medíocre, mas normal e esquecível, ao invés do "festival de hilaridade que atualmente representa". Titov passou a trabalhar para a Riot Games em League of Legends, antes de lançar The War Z em dezembro de 2012. Em setembro de 2008, ele afirmou que ainda possuía o código-fonte de Big Rigs e do motor Eternity, mas não poderia liberar o código do jogo porque a propriedade intelectual ainda pertencia a Stellar Stone e GameMill.

O NYU Game Center exibiu Big Rigs como parte de sua exposição Bad Is Beautiful: An Exhibition Exploring Fascinatingly Bad Games ("O Ruim é Belo"), em abril de 2012 em Nova Iorque. Navarro realizou um speedrun do jogo para um evento de caridade, o Awesome Games Done Quick de janeiro de 2015.